# Chudenická bažantnice
Chudenická bažantnice je přírodní památka jižně od obce Chudenice v okrese Klatovy. Leží v katastrálních územích Lučice u Chudenic a Pušperk. Důvodem ochrany je lesní komplex smíšených porostů blízkých přirozené skladbě dřevin (se zvlášť starými porosty 300letých dubů) a jeho bylinných společenstev.

## Galerie

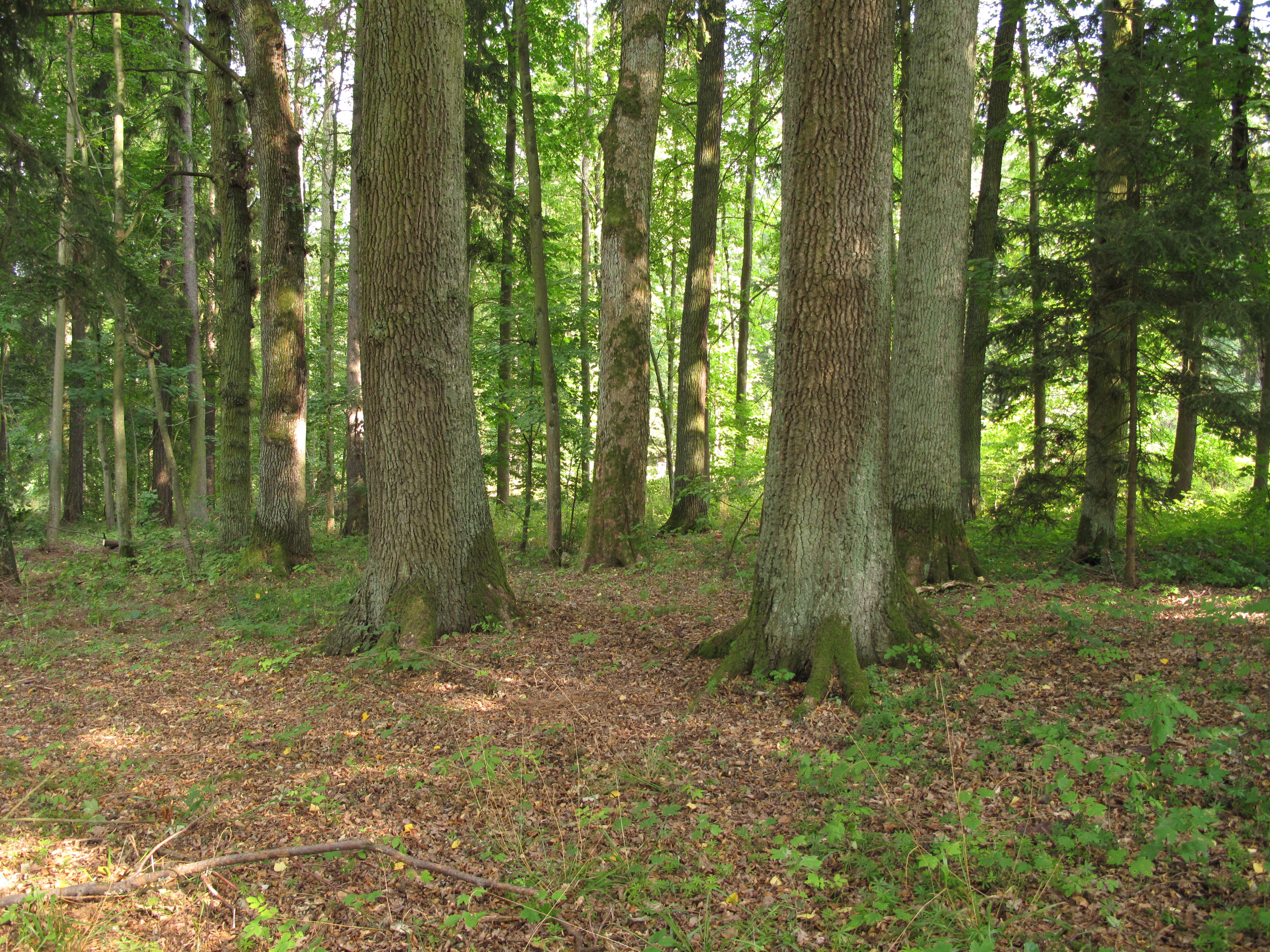
Kmen stromů
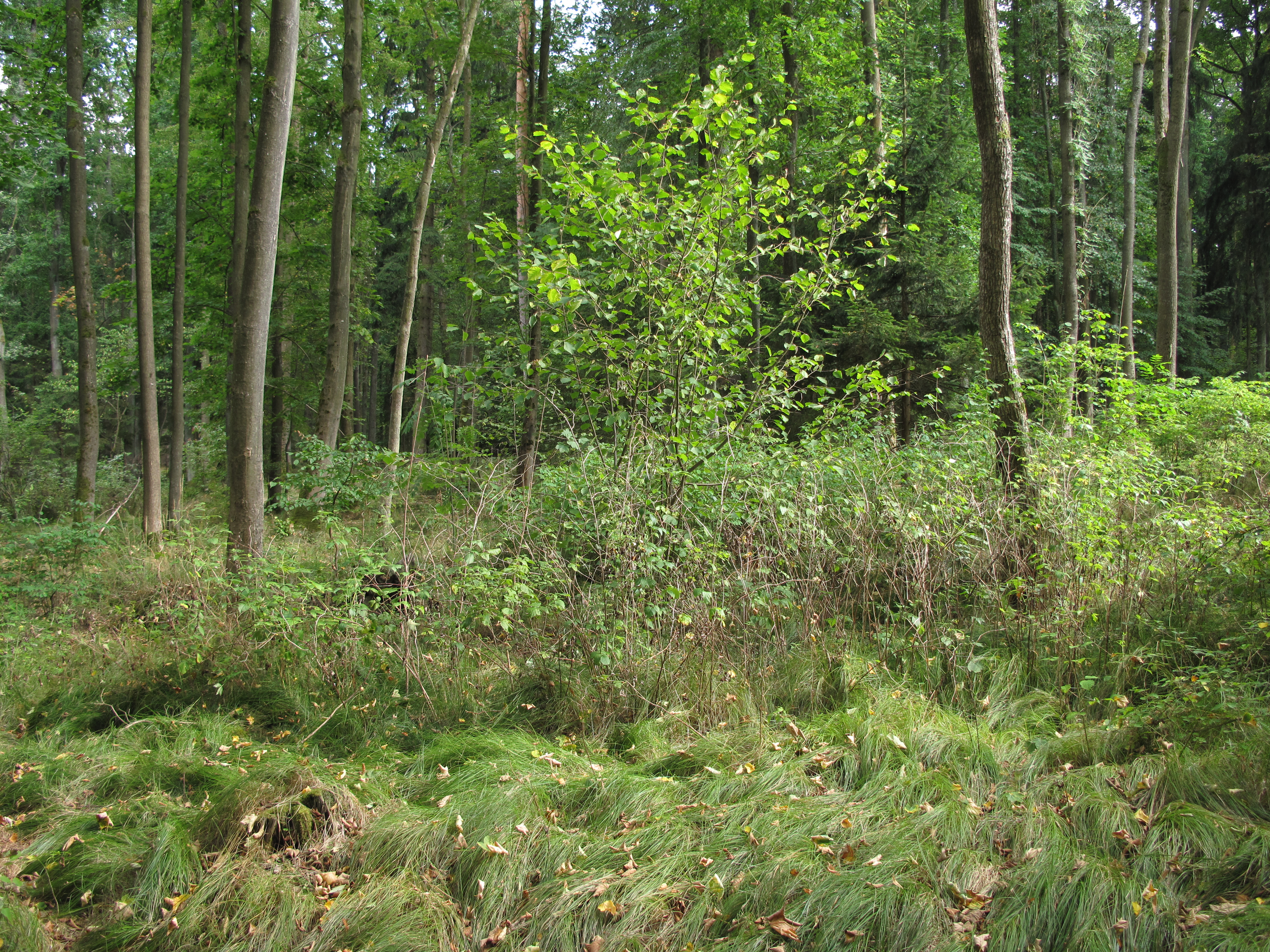
Maliník a keře
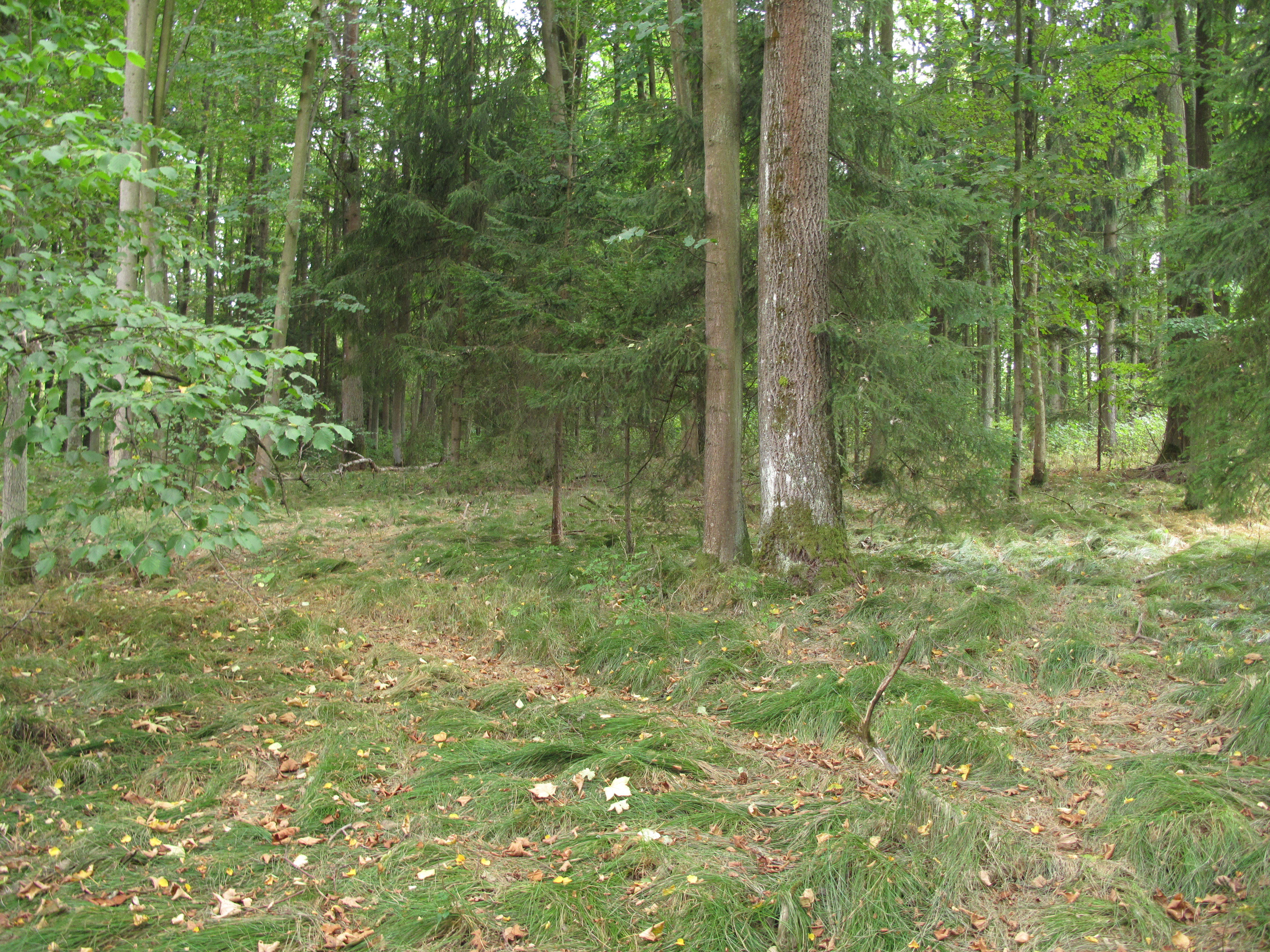
Les
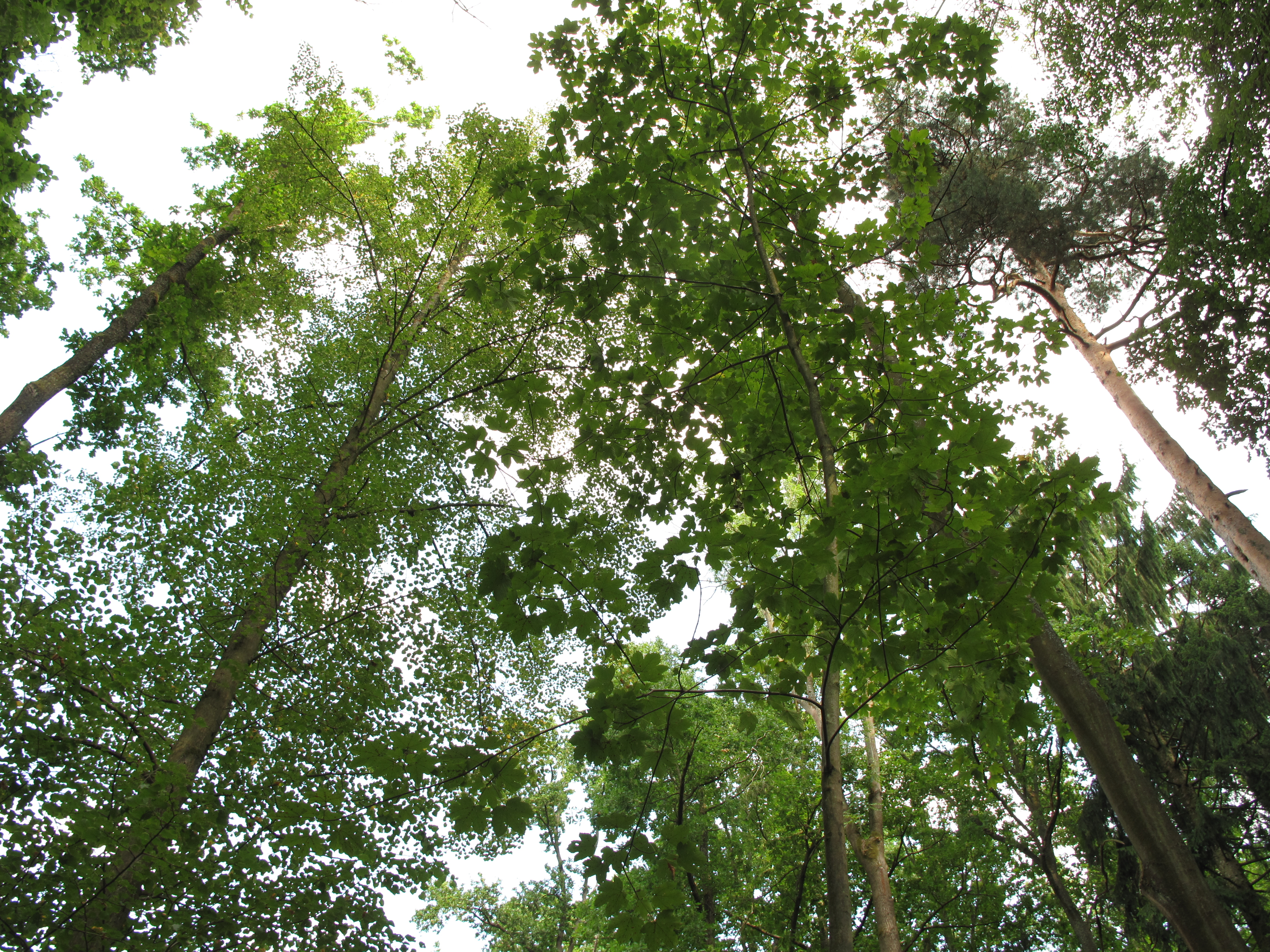
Koruny stromů